# Сан-Джорджо-делла-Рикінвельда
Сан-Джорджо-делла-Рикінвельда (італ. San Giorgio della Richinvelda) — муніципалітет в Італії у регіоні Фріулі-Венеція-Джулія,  провінція Порденоне.
Сан-Джорджо-делла-Рикінвельда розташований на відстані близько 470 км на північ від Рима, 90 км на північний захід від Трієста, 18 км на північний схід від Порденоне.
Населення — 4626 осіб (2014).
Щорічний фестиваль відбувається 23 квітня. Покровитель — святий Юрій.

## Демографія
Населення за роками:

Станом на 1 січня 2023 року в муніципалітеті офіційно проживало 846 іноземців з 37 країн, серед них 581 громадянин країн Євросоюзу та 21 громадянин України.

## Сусідні муніципалітети
- Вальвазоне-Арцене
- Корденонс
- Діньяно
- Флаїбано
- Сан-Мартіно-аль-Тальяменто
- Седельяно
- Спілімберго
- Віваро
- Цоппола